# Voříškův dvůr (sídliště)

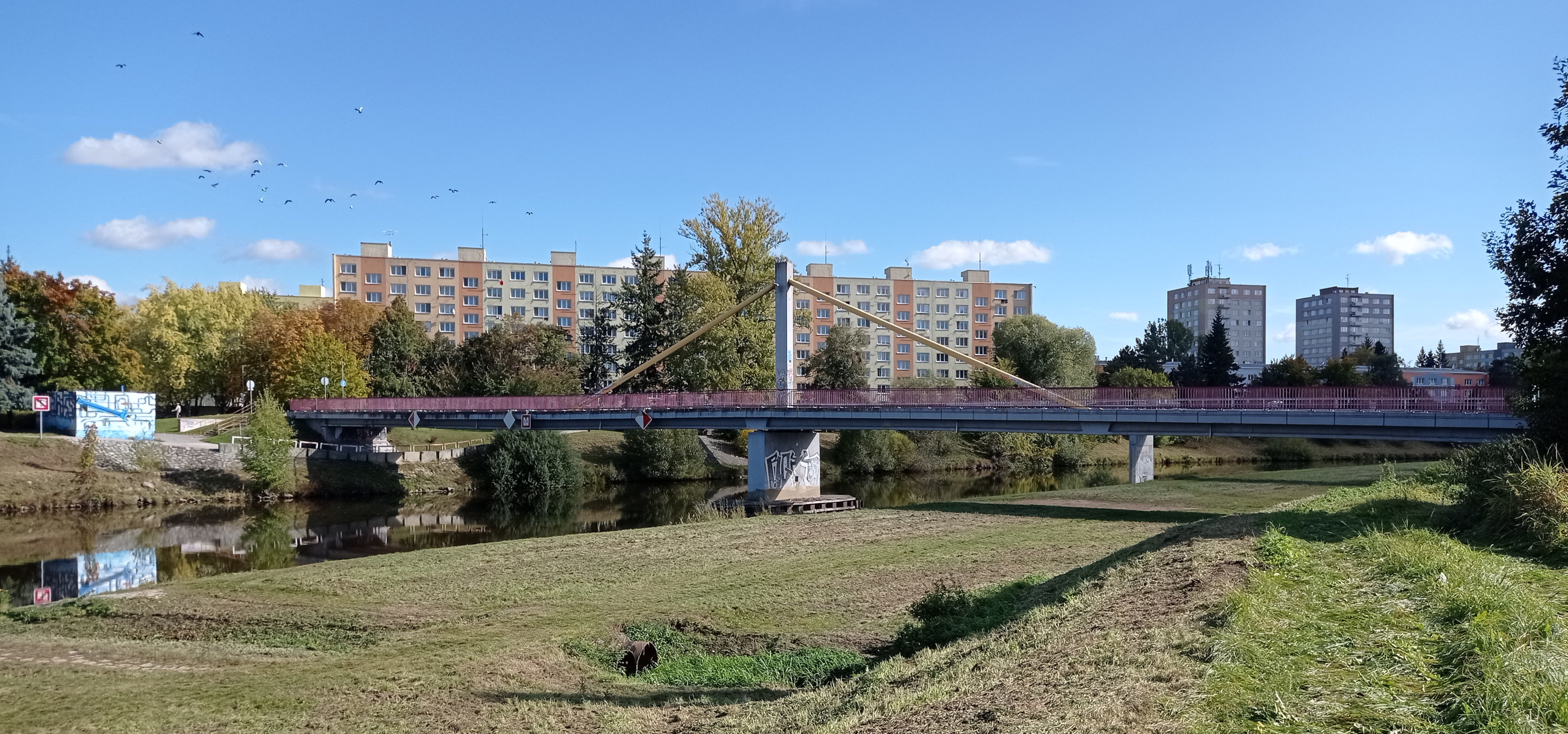
Sídliště Voříškův dvůr

Sídliště Za Voříškovým dvorem je společně se sídlištěm Máj nejmladší panelové sídliště v Českých Budějovicích. Nachází se severně od staršího Pražského sídliště, za jehož součást bývá někdy považováno. Svůj název získalo podle šosovního dvora Voříškův dvůr ze 14. století, který se nachází v jeho těsné blízkosti u řeky Vltavy.

## Historie
Výstavba sídliště byla rozdělena na 2 etapy. První pod vedením architektů A. Hlouška a L. Konopky byla realizována v 70. letech 20. století v těsné blízkosti Voříškova dvoru u řeky Vltavy. V jejím rámci bylo vybudováno 290 bytů v bodových čtyřpodlažních domech s často využívaným malorozponovým konstrukčním systém T 06 B, nicméně s velmi neobvyklým vnitřním řešením domu, včetně pro panelové domy nestandardních teras. Zajímavostí sídliště je také atypický 280 metrů dlouhý lomený dům, který tvoří hranici sídliště. Neobvyklost tohoto domu spočívá mj. také ve skutečnosti, že v jeho přízemí se nacházejí garáže a je zakončen terasovými dřevěnými balkóny v šikmých pyramidových štítech. Urbanistický koncept krajního lomeného domu společně se šesti bodovými domy a řadovými a atriovými rodinnými domky v jeho okolí lze považovat za jeden z nejlepších v Českých Budějovicích. Součástí projektu byla také výstavba čtyř menších, loubím propojených objektů prodejen, včetně parčíku, u kterého se nacházela mateřská škola, zdravotnické středisko a dům s pečovatelskou službou.

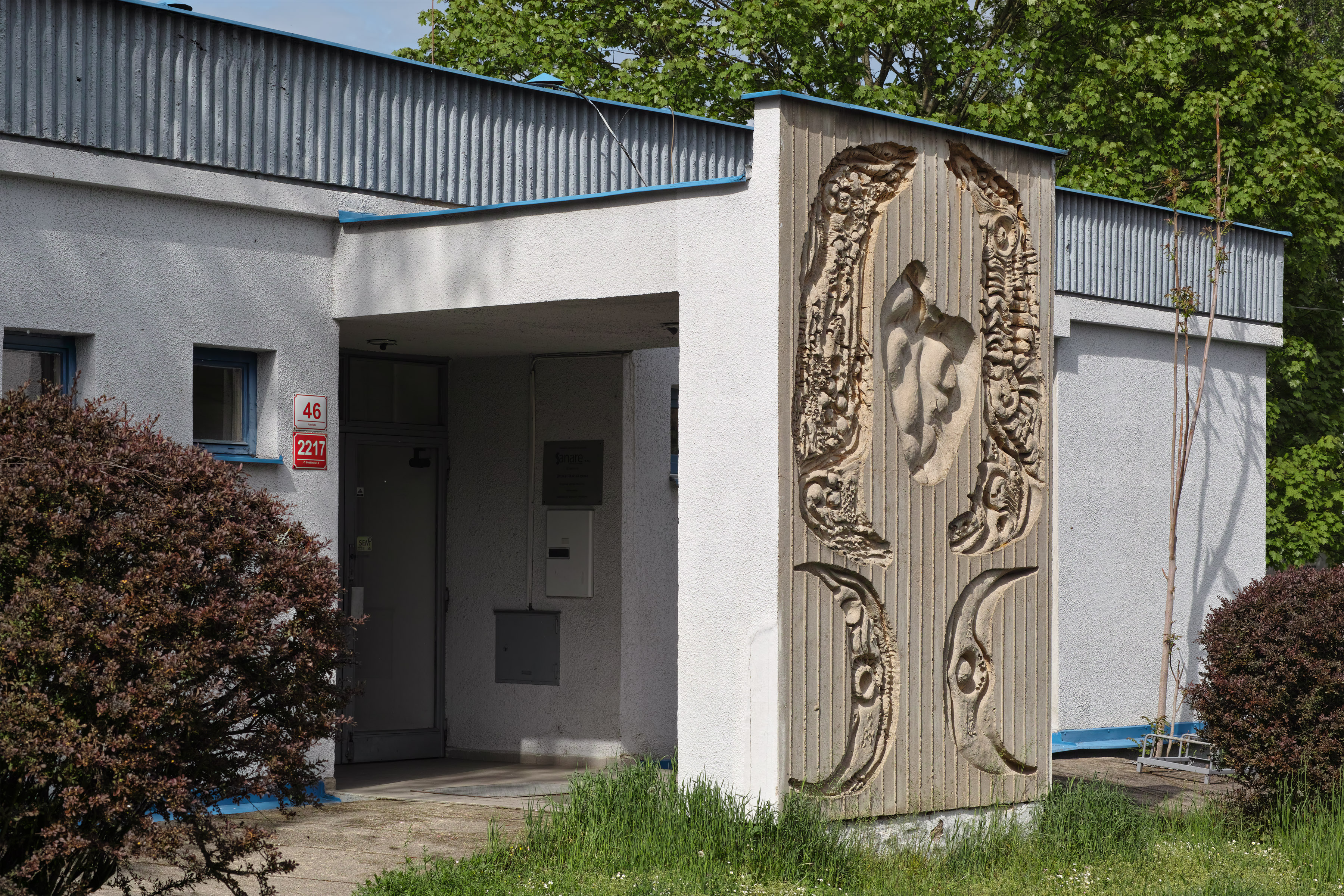
Reliéf na domě s pečovatelskou službou, České Budějovice

Výstavba tzv. sídliště Voříškův dvůr II byla zahájena v 2. polovině 80. let 20. století na návrh architekta M. Timra. Jednalo se o cca 500 bytů v domech s moderními barevnými fasádami v blízkosti Strakonické ulice.
Dnes je sídliště často vyhledávanou lokalitou k bydlení z důvodu své polohy blízko centru a Pražskému předměstí.